# Ногайский язык
Нога́йский язы́к (ногай тили, ногайша) — язык ногайцев, живущих преимущественно в Дагестане, Ставропольском крае, Карачаево-Черкесии, Астраханской области, Чечне. На ногайском языке в России говорят 87,1 тыс. чел. (2010, перепись), в том числе 81 851 ногаец.
Является одним из государственных языков в Дагестане и Карачаево-Черкесии.

## Диалекты
Ногайский язык относится к кыпчакско-ногайской подгруппе северо-западной (кыпчакской) группы тюркских языков. В собственно ногайском языке РФ выделяют 3 диалекта:
- собственно ногайский (Ставропольский край),
- караногайский (Дагестан),
- акногайский (Карачаево-Черкесия).

Обособленное положение занимает карагашский диалект. Близок к ногайскому язык алабугатских татар и юртовцев.

## Функциональный статус
На ногайском языке в Дагестане издаются газета «Шоьл тавысы» (Голос степи) и детский журнал «Лашын» (Соколёнок), в Карачаево-Черкесии — газета «Ногай давысы» (Голос ногайцев) и детский журнал «Маьметекей» (Одуванчик). Радио- и телевещание ведётся ВГТРК «Дагестан» и ГТРК «Карачаево-Черкесия». Редакция радио «Голос Турции» выпускает еженедельную передачу «Nuğayça näsixätlär» (Ногайские напутствия) на ногайском языке.

## Письменность
До 1928 года использовалась арабская система письма, позднее — латинский алфавит (латиница), с 1938 года — кириллица. Современный алфавит утверждён в 1960 году.
| А а | Аь аь | Б б | В в | Г г   | Д д | Е е   | Ё ё | Ж ж   | З з |
| И и | Й й   | К к | Л л | М м   | Н н | Нъ нъ | О о | Оь оь | П п |
| Р р | С с   | Т т | У у | Уь уь | Ф ф | Х х   | Ц ц | Ч ч   | Ш ш |
| Щ щ | ъ     | Ы ы | ь   | Э э   | Ю ю | Я я   |     |       |     |

Современный литературный ногайский язык сформирован на основе караногайского и кубаногайского диалектов, распространённых на территории Дагестана.

## Лингвистическая характеристика

### Фонология
|         | Передние | Задние |
| ------- | -------- | ------ |
| Верхние | i, y     | ɯ, u   |
| Средние | e        | o      |
| Нижние  | æ, œ     | a      |

|               | Лабиальные | Альвеолярные | Палатальные | Велярные | Увулярные |
| ------------- | ---------- | ------------ | ----------- | -------- | --------- |
| Плозивы       | p, b       | t, d         |             | k, ɡ     | q         |
| Фрикативы     | (f, v)     | s, z         | ʃ, ʒ        |          | [χ], [ʁ]  |
| Аффрикаты     |            | (ts)         | (tʃ), dʒ    |          |           |
| Носовые       | m          | n            |             | ŋ        |           |
| Ликвиды       |            | l, r         |             |          |           |
| Аппроксиманты | w          |              | j           |          |           |

В скобках даны согласные, встречающиеся только в заимствованиях из русского языка.

## Морфология
Ногайский язык относится к агглютинативным языкам. Части речи в ногайском языке разделяются на три группы: 1) имена (существительные, прилагательные, наречия, числительные, междометия, местоимения); 2) глаголы; 3) служебные части речи.

### Существительное
В ногайском языке имена существительные грамматически не различаются по признаку одушевлённости/неодушевлённости, не имеют грамматической категории рода. Существительные обладают категориями числа, падежа, принадлежности и предиктивности.
Множественное число образуется посредством аффиксов -лар/-лер (с вариантами -нар/-нер).
Категория падежа охватывает шесть форм, присоединяемых к основе или к основе с аффиксами принадлежности и множественного числа.
| Лицо | Ед.ч.         | Мн.ч.                     |
| ---- | ------------- | ------------------------- |
| 1-е  | -м/-ым/-им    | -мыз/-миз -ымыз/-имиз     |
| 2-е  | -нъ/-ынъ/-инъ | -нъыз/-нъиз -ынъыз/-инъиз |
| 3-е  | -сы/-си -ы/-и | -лары/-лери               |

| Падеж                    | Аффикс | Значение |
| ------------------------ | --- | --- |
| Основной бас келис       | -∅ | Отвечает на вопросы «кто?», «что?» (ким?, не?); называет лицо, явление, предмет, который совершает, совершил или будет совершать действие и выступает в этом значении в роли подлежащего в предложении                                                                                  |
| Родительный кайтым келис | -нынъ/-нинъ, -дынъ/-динъ, -тынъ/-тинъ                                                                      | Отвечает на вопросы «кого?», «чего? чей?» (кимнинъ?, нединъ?); выражает принадлежность в широком смысле слова; обозначает лицо, предмет или явление, которому что-то принадлежит |
| Дательный йонелис келис  | -га/-ге, -ка/-ке -на/-не (после притяж. афф. 3 л. ед. и мн. ч.) -а/-е (после притяж. афф. 1 и 2 л. ед. ч.) | Отвечает на вопросы «кому?», «чему?» (кимге?, неге?); может выступать в предложении в роли косвенных дополнений, различного вида обстоятельств |
| Винительный туьсим келис | -ны/-ни, -ды/-ди, -ты/-ти -н (после притяж. афф. 3 л. ед. и мн. ч.)                                        | Отвечает на вопросы «кого?», «чего? что?» (кимди?, неди?); выражает объект действия |
| Местный орын келис       | -да/-де, -та/-те -нда/-нде (после притяж. афф. 3 л. ед. и мн. ч.)                                          | Отвечает на вопросы «у кого?», «на ком?», «где?» (кимде?, неде?); называет косвенный объект, на который направлено действие; указывает на местоположение лица, предмета, явления; указывает на временные и пространственные отношения                                                   |
| Исходный шыгыс келис     | -дан/-ден, -нан/-нен, -тан/-тен -ннан/-ннен (после притяж. афф. 3 л. ед. и мн. ч.)                         | Отвечает на вопросы «с кого? от кого?», «от чего? с чего?» (кимнен?, неден?); обозначает направление, исходный пункт; называет лицо или предмет, от которого что-нибудь получается, либо материал, из которого сделали предмет; указывает начало времени; указывает на причину действия |

### Местоимения
Местоимения в ногайском языке употребляются вместо имени существительного, прилагательного, числительного и наречия, но не называют их и не определяют их содержания.
Местоимения по семантическим и грамматическим особенностям подразделяются на личные (оьзлик авыслар), вопросительные (сорав авыслар; ким? не? кайсы? не зат?), определительные (белгилев авыслар; баьри, оьз, савлай, аьр бир), неопределённые (белгисизлик авыслар; ким ди, не ди, кайдай ды, калай ды), отрицательные (йоклык авыслар; эш ким, эш бирев, эш биреви). Местоимения всех разрядов склоняются по падежам.
Личные местоимения в ногайском языке (мен, сен, ол, биз, сиз, олар) различаются по лицам (первое, второе, третье) и числу (единственное и множественное).

### Прилагательное
Имена прилагательные всегда употребляются перед существительным, не имеют специальных морфологических показателей, не согласуются с существительными ни в числе, ни в падеже и не принимают аффикса принадлежности. Прилагательные делятся на качественные и относительные.
Функцию прилагательного могут выполнять существительные, поставленные в определённые конструкции (ата юрт — отчий дом, ана юрек — материнское сердце, алтын саьат — золотые часы). Прилагательное, употреблённое вне позиции определения, выступает либо как существительное, либо как наречие.

### Числительные
Имена числительное по своим морфологическим показателям и значению делятся на шесть разрядов: количественные (туьп сан), порядковые (порядок сан), собирательные (йыюв сан), разделительные (боьлим сан), приблизительные (карар сан) и дробные.
Числительные в ногайском языке склоняются только при самостоятельном употреблении. Имена числительные могут выполнять функцию подлежащего, определения, дополнения и сказуемого. Они, как и прилагательные, употребляются перед существительными, не имеют множественного числа и не принимают аффикса принадлежности. Однако числительные, употребляясь в качестве существительного, глагола, могут изменяться по категориям падежа и лица.
| 0               | 1      | 2     | 3    | 4     | 5    | 6     | 7     | 8      | 9      | 10  |      |
| --------------- | ------ | ----- | ---- | ----- | ---- | ----- | ----- | ------ | ------ | --- | ---- |
| ноль зеро сыфыр | бир    | эки   | уьш  | доьрт | бес  | алты  | ети   | сегиз  | тогыз  | он  |      |
|                 | 11     | 20    | 30   | 40    | 50   | 60    | 70    | 80     | 90     | 100 | 1000 |
|                 | он бир | йырма | отыз | кырк  | элли | алпыс | етпис | сексен | токсан | юз  | мынъ |

### Глагол
Глагол имеет категории наклонения, времени, залога. Категория времени представлена формами настояще-будущего, будущего и прошедшего времени изъявительного наклонения.
Форма настояще-будущего времени состоит из деепричастия на -а/-е, -й основного глагола и аффиксов лица полной формы: бар-а-мынъ ‘я пойду’; бар-а-сынъ ‘ты пойдёшь’ и т. д.
Форма настоящего времени данного момента состоит из деепричастия на -а/-е, -й основного глагола и вспомогательного глагола ят- в форме причастия на -ар/-ер, -р (-ыр/-ир, -р): бар-а ят-ыр-мынъ ‘я иду’ и т. д.
Будущее время выражается двумя разными формами: 1) форма на -ар/-ер, -р + аффиксы лица полной формы образуют будущее неопределённое время: бар-а-мынъ ‘я, вероятно, пойду’ и т. д.; 2) форма на -аяк/-ейэк + аффиксы лица полной формы образует будущее определённое время: бар-аяк-пынъ ‘я должен пойти’ и т. д.
Прошедшее время выражается двумя формами: 1) форма на -ды/-ди, -ты/-ти + уссечённые аффиксы лица образует прошедшее время определённое: бар-ды-м ‘я пошёл’ и т. д.; 2) форма на -ган/-ген, -кан/-кен + аффиксы лица полной формы образует прошедшее неопределённое время: бар-ган-мынъ ‘я ходил тогда’ и т. д.; 3) формы на -ган/-ген, -кан/-кен + вспомогательный глагол на э- ‘быть’ в прошедшем определённом с усечёнными аффиксами лица образует давно-прошедшее время: бар-ган э-ди-м ‘я уже ходил’ и т. д.; 4) форма на -ган/-ген, -кан/-кен + вспомогательный глагол на э- ‘быть’ в прошедшем неопределённом с полными аффиксами лица образует прошедшее заглазное время: бар-ган э-кен-мынъ ‘я, оказывается, ходил’ и т. д.; 5) форма на -ып/-ип + аффиксы лица полной формы образуют прошедшее время с наличным результатом: бар-ып-пынъ ‘я сходил’ и т. д.
Глагольное отрицание оформляется аффиксами -ма/-ме, -ба/-бе, -па/-пе: ал- ‘взять’, ал-ма- ‘не взять, не брать’.

## Лексика
Лексика ногайского языка характеризуется общностью с лексикой казахского и каракалпакского языков, с тем же примерно заимствованным слоем из арабского, персидского и русского языков. Арабские и персидские заимствования относятся главным образом к терминологии, связанной с отвлечёнными понятиями и религиозными представлениями. Русские заимствования образуют в ногайском языке общий лексический фонд с другими языками народов бывших республик Советского Союза.

## Ногайская литература
На ногайском языке писали ряд поэтов и прозаиков. Среди них:
- Абдулжалилов, Фазиль Апасович (1913—1974),
- Джанибеков, Абдул-Хамид Шершенбиевич (1879—1955),
- Кайбалиев, Зейд Абдул-Халимович (Абдеевич) (1898—1979),
- Капаев, Иса Суюнович (1949),
- Капаев, Суюн Имамалиевич (1927—2001),
- Кумратова, Келдихан Исаевна (1944),
- Курманалиев, Муса Курманалиевич (1894—1970), член Союза писателей СССР (с 1936 года),
- Темирбулатова, Кадрия Оразбаевна (псевдоним — Кадрия) (1949—1979).